# کتلزتون
کتلزتون (به انگلیسی: Kettlestone) یک روستا و محله مدنی در بریتانیا است که در North Norfolk واقع شده‌است. کتلزتون ۷٫۵۵ کیلومتر مربع مساحت و ۱۹۷ نفر جمعیت دارد.